# 大老坳
大老坳（英語：Tate's Pass）是香港一個山坳，位於九龍東北部，大老山與東洋山之間，以大老山命名。衛奕信徑第四段及飛鵝山道均途經此處，附近設有香港童軍的基維爾營地。大老坳的南部則為東山和枕田山。